# Mamãe Eu Quero

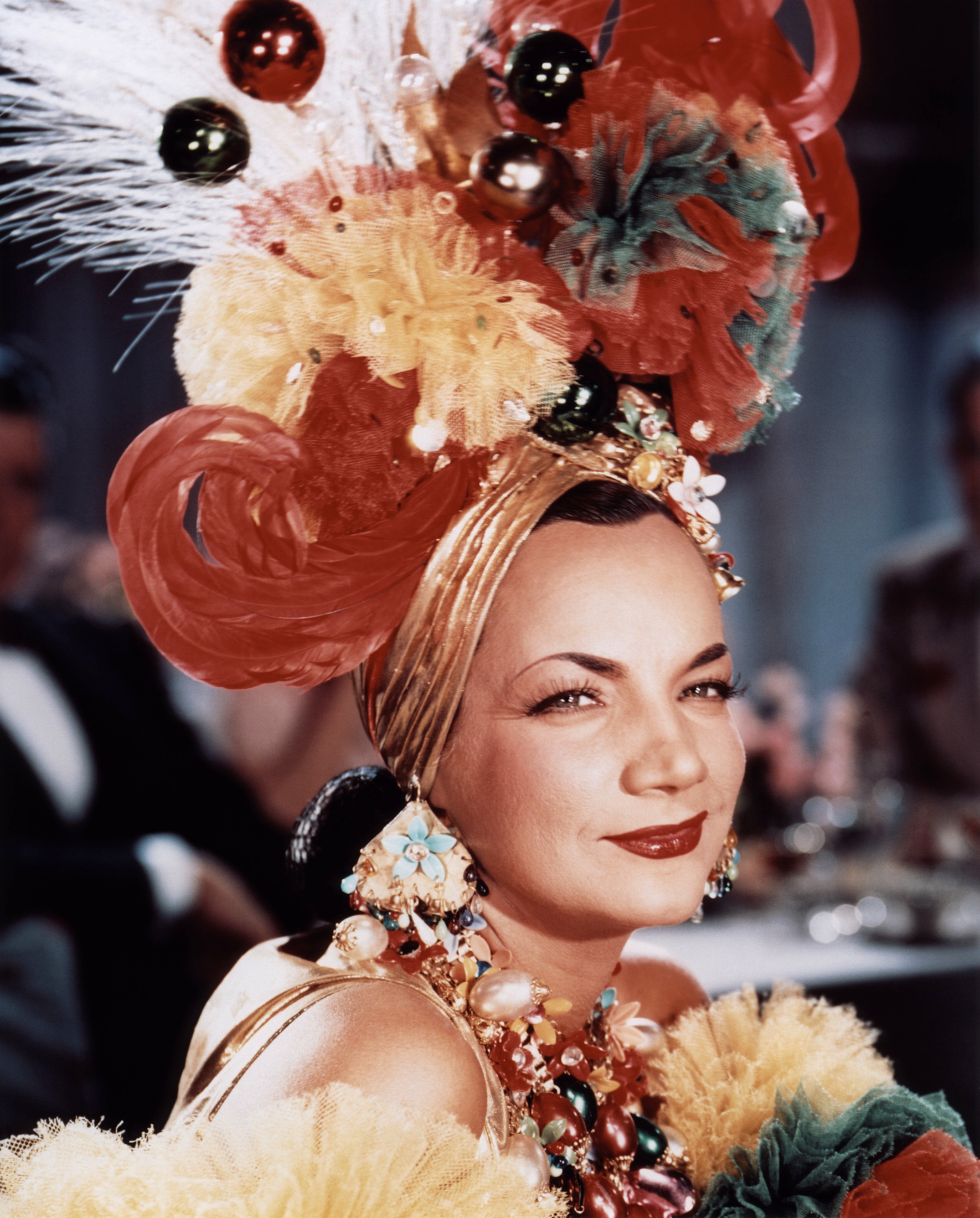
Carmen Miranda tornou a música internacionalmente conhecida.

Mamãe Eu Quero é uma famosa marchinha de Carnaval de 1937, composta por  Vicente Paiva e Jararaca. A gravação original foi feita pelo próprio Jararaca em 1937, pela gravadora Odeon, e até hoje é uma das canções brasileiras mais famosas de todos os tempos. De acordo com o ECAD, escritório responsável pela arrecadação e distribuição dos direitos autorais, é a terceira gravação mais executada na voz de Carmen Miranda nos últimos cinco anos (de julho de 2010 a março de 2015), em segmentos como rádio, música ao vivo, casas de festas, casas de diversão e sonorização ambiental.
Em 2011, a revista Veja elegeu "Mamãe Eu Quero" como a segunda melhor marchinha de Carnaval de todos os tempos. A canção também foi executada durante a festa de encerramento dos Jogos Olímpicos Rio 2016.

## Origem
A canção foi gravada por artistas como Sílvio Caldas e Pixinguinha, mas ganhou notoriedade internacional sob o título “I Want My Mama”, principalmente por meio de Carmen Miranda, que a lançou no filme Serenata Tropical, de 1940. Desde então, a música permanece amplamente associada a ela. No exterior, também foi gravada por Bing Crosby e pelas Andrews Sisters, além de ser apresentada em filmes dos Irmãos Marx, Mickey Rooney e Jerry Lewis.
Em 1943, no episódio Baby Puss do desenho animado Tom e Jerry, o gato Topsy se caracteriza como Carmen Miranda enquanto canta e dança a música "Mamãe Eu Quero". Em 1951, a canção foi destaque em um episódio de I Love Lucy, sendo dublada por Lucille Ball.

## Na cultura popular

### Em filmes
- Serenata Tropical (1940) por Carmen Miranda e o Bando da Lua[9]
- Babes on Broadway (1941) por Mickey Rooney
- The Big Store (1941) por Irmãos Marx
- Tom e Jerry (1943) Episódio "Baby Puss"[10]
- Four Jills in a Jeep (1944) por Carmen Miranda e o Bando da Lua
- Magical Maestro (1952) por cão Spike
- Morrendo de Medo (1953) por Jerry Lewis
- Kika (1993) por Perez Prado

### Na TV
- I Love Lucy (1951) por Lucille Ball, episódio Be a Pal.

## Versões covers
- Andrews Sisters (década de 1940)
- Bing Crosby (década de 1940)
- Maurice Chevalier (1941)
- Almirante (no rádio, 1946)
- Blecaute
- A Lyra de Xopotó
- Wilson Simonal (1969)
- Altamiro Carrilho
- Banda do Canecão (1973)
- Banda de Ipanema (1977)
- Gilberto Gil (1978)
- As Melindrosas (1978)
- Astrud Gilberto (1982)
- Beth Carvalho (1984)
- T-Rio (2004)
- Pitty (2011)
- André Rieu e sua orquestra (2012).[11]

## Curiosidades
- A composição foi criada faltando apenas alguns meses para o início do carnaval de 1937.
- Foi levada para os EUA em 1939, pelos integrantes de uma orquestra americana que se apresentara em 1937 no Cassino da Urca. Mais tarde foi incluída no repertório de Carmen Miranda, por exigência do próprio público de lá.
- "Mamãe eu quero" serviu até para campanha eleitoral. Candidatando-se a uma vaga na Câmara dos Vereadores do Rio de Janeiro pelo PCB, Jararaca compôs uma segunda versão para a música, que, segundo o jornal A Manhã, de 19 de dezembro de 1946, foi cantada a exaustão durante um comício do PCB na praia do Russel.
- Com o grupo brasileiro T-Rio, formado por três irmãs brasileiras que trabalhavam à época como modelos na França, foi o sucesso do verão europeu de 2004.